# Джеваншир, Сафи-хан I
Сафи-хан Джеваншир (азерб. I Səfi xan Yağləvəndli-Cavanşir, 1661—1721) — азербайджанский военный деятель XVII века.

## Биография
Сафи-хан — сын Халаф-бека Джеваншира, происходил родом из оймака (ветвь племени) Яглавенда. Сафи-хан, как и его потомки, стал наследственным хакимом Арасбара. Ему подчинялись не только его родоплеменники, но и всё население области. Ближайшими его помощниками были джеванширские беки, из которых состоял весь административный аппарат и командный состав войска.
В истории сохранилось мало сведений о Сафи-хане. В последней четверти XVII века он наряду со своими братьями активно участвовал в делах и походах Аббас Кули-хана.
В исторических документах и грамотах XVII—XVIII веков встречаются многие представители дворянского рода Джеванширов. Так, калантар Сафи-хан, сын Халаф-бека, упоминается в документе 1695 года. Талиги, фарманы и прочие грамоты, подтверждавшие их наследственные права на владение арасбарскими бекствами, джеванширские калантары получали непосредственно от сефевидских шахов и гянджинских ханов.
Калантары Арасбара принадлежали к яглевенду, кочевому племени из группы джеванширцев. У каждого калантарского рода была своя родовая усыпальница, которая обычно находилась в родовой оймаке, кышлаке. Так, родовое кладбище джеванширов-яглавендов находилось в Ширван-Ате. В короткие периоды мирного существования основным их занятием было поддержание порядка в области и сбор податей.
АзЦАУ, ист. арх. фонд Бак. бекских комисии, д. № 2, лл. 434—436; перечислена 21 купчая грамота. — Ср. в том же деле, л. 537, купчая грамота 1137 г. х. (1724 г. н. э.) о продаже Муртаза-кули-беком и Багир-беком, потомками Халаф-бека, 5 дангов мулька Таанк в Дизакском махале (Карабаг) армянину Ованесу-кевхе за 2 тумана тебризских.

## Семья
Сыновья: Зейнал-хан, Кази-хан, Касим-ага, Али-хан, Багир-бек, Муртуза Кули-бек.
Дочери.